# Gryon maruzzae
Gryon maruzzae är en stekelart som beskrevs av G. Mineo 1981. Gryon maruzzae ingår i släktet Gryon och familjen Scelionidae. Inga underarter finns listade i Catalogue of Life.